# ときめきバザール
『ときめきバザール』は、長崎放送（NBC）で放送される、長崎のグルメやスポットなどを紹介する情報番組である。

## 放送時間
- 毎月第4水曜 19:00 - 19:56（再放送も行っている）

## 出演者
- 力野由起子
- 菊野紗史
- 高橋綾
- 谷口亜純
- 野口麻里
- 中村梓乃

### 過去の出演者
- 佐藤利恵 - 元NBCアナウンサー

## 主なコーナー
- ときめきシネマ
- ときめきナビ
- 月間ボートですよ
- ときめきプレゼント